# گرفتن پلهام یک دو سه (فیلم ۱۹۹۸)
گرفتن پلهام یک دو سه (انگلیسی: The Taking of Pelham One Two Three) یک فیلم در ژانر سرقت به کارگردانی فلیکس انریکز آلکالا است که در سال ۱۹۹۸ منتشر شد.

## بازیگران
- ادوارد جیمز آلموس
- وینسنت دن آفریو
- دانی والبرگ
- ریچارد شیف
- لورین براکو
- لیسا ویدال
- کنت ولش
- بن کوک
- گری راینکی